# Copland (cràter)
Copland és un cràter d'impacte en el planeta Mercuri de 208 km de diàmetre. Porta el nom del compositor i pianista anglès Aaron Copland (1900-1990), i el seu nom va ser aprovat per la Unió Astronòmica Internacional el 2010.
El cràter Copland està inundat amb material volcànic, que forma planes llises, que podria estar relacionat amb l'activitat que es va formar en el respirador brillant proper.

## Nomenament
L'astrònom aficionat Ronald Dantowitz i els seus col·legues Scott Teare i Marek Kozubal van utilitzar el telescopi de 60 polzades del Mont Wilson en 1998 per observar una característica molt brillant en aquesta porció de la superfície de Mercuri, i es va suposar que la característica brillant era un cràter d'impacte. Dantowitz va expressar el seu desig que el cràter es digués «Copland» quan s'obtinguessin millors imatges de la zona amb una sonda espacial.
Sorprenentment, les imatges del tercer sobrevol sobre Mercuri de la sonda espacial MESSENGER van revelar que la petita característica brillant no era un cràter d'impacte, però que s'assemblava més a una xemeneia volcànica. No s'havia adoptat una convenció per anomenar els respiradors volcànics a Mercuri perquè abans del primer sobrevol del MESSENGER sobre Mercuri no s'havia identificat cap. No obstant això, encara que s'adopti en un futur una convenció per nomenar les característiques volcàniques a Mercuri, és probable que les regles de nomenclatura difereixen de les dels cràters d'impacte i, per tant, probablement «Copland» no sigui un nom acceptable per a la característica volcànica brillant.
Un membre de l'equip del MESSENGER va contactar amb Dantowitz i li va suggerir que proposés el nom «Copland» a un gran cràter proper. Ell va estar d'acord, i la Unió Astronòmica Internacional (UAI) va aprovar el nom «Copland» el 3 de març del 2010.